# Gioco della bandiera
Il gioco della bandiera è l'arte medievale e rinascimentale di sventolare la bandiera durante le manovre militari allo scopo di segnalare a distanza ordini e movimenti da far eseguire alle truppe durante le battaglie.

## Origini
Il gioco della bandiera ha origini antiche, probabilmente anche antecedenti al Medioevo.

Da questo periodo, tuttavia, si ha una maggiore documentazione che arriva fino ai manuali illustrati seicenteschi.

Deriva probabilmente dalla figura dell'alfiere (presente non a caso anche nel gioco degli scacchi), che aveva il compito di indicare a distanza dei segnali militari per manovrare le truppe. Le bandiere venivano usate anche, durante i periodi di pace in occasione di parate, e in questi casi l'alfiere portava i vessilli di nobili, papi, città o eserciti. In alcuni casi questo faceva roteare e volteggiare le bandiere con le loro insegne.
Da queste antiche pratiche si è sviluppata l'arte della bandiera, che sopravvive ancora oggi.

Il testo di Francesco Ferdinando Alfieri, La Bandiera (1638) è fondamentale per comprendere questo gioco medievale. In esso sono presenti tutti i fondamentali movimenti che hanno dato origine alla sbandierata moderna.

## Associazioni di sbandieratori
Esistono gruppi che organizzano ogni anno tornei e competizioni, anche su scala nazionale.
Le associazioni più importanti sono la F.I.SB. (Federazione italiana sbandieratori) e la LIS (Lega italiana sbandieratori), che raggruppano gruppi di sbandieratori e organizzano ogni anno campionati nazionali, nonché manifestazioni locali.

## Tecnica
Nel corso degli anni, il gioco della bandiera si è trasformato dal semplice sventolare bandiere fino a raggiungere vette di tecniche e stili tali da rendere questo gioco un vero e proprio sport. Esistono diverse specialità: singolo tradizionale, coppia tradizionale, piccola squadra e grande squadra, musici, singolo acrobatico e coppia acrobatica (anche se queste due ultime specialità stanno scomparendo). Anche gli strumenti, ovvero le bandiere, si sono evolute con il passare del tempo. Si è passati da semplici aste di legno con attaccate semplici bandiere di stoffa, fino ad arrivare ad aste in resina, o addirittura in fibra di carbonio, bilanciate con contrappesi in piombo, e con tele in fibra sintetica, o in seta. Alcuni gruppi, soprattutto della scuola marchigiana, continuano però ad usare bandiere con aste in legno, bilanciate con pesi in piombo.

## Sfilate e manifestazioni
Gli sbandieratori si possono spesso vedere in sfilate, manifestazioni e feste popolari, accompagnati da gruppi di musici, principalmente tamburi, rullanti e trombe medievali (chiarine).
Il tutto nasce da un'armonia di tutti questi elementi, uniti naturalmente alla bravura degli atleti che mettono in piazza dei veri e propri esercizi di alta spettacolarità e difficoltà.
Alcuni gruppi di sbandieratori (provenienti per lo più dalle Marche: Servigliano, Corinaldo, Fermo, Fano, ecc.), oltre alle esibizioni di tipo tecnico, affiancano veri e propri spettacoli narrativi di piazza, in cui l'arte del maneggiare la bandiera è contaminata da elementi quali la danza e la recitazione.